# Телефономанија
Телефономанија је кратки филм редитеља Милутина Петровића снимљен као његов дипломски рад на Факултету драмских уметности у Београду 1987. године. У питању је урбана прича о групи младих људи који све своје време проводе крај телефона. Они позивају своје пријатеље да четују и шире трачеве, а на крају крај телефона и умиру.

## Улоге
| Глумац             | Улога   |
| ------------------ | ------- |
| Љубомир Тодоровић  | Пера    |
| Соња Савић         | Драгана |
| Наташа Лучанин     | Тања    |
| Душанка Стојановић | Сања    |
| Бранко Видаковић   | Милош   |
| Оља Бећковић       | Мирела  |
| Зоран Цвијановић   | Киза    |
| Драгослав Бокан    | Шиља    |